# Đài thiên văn McDonald
Đài thiên văn McDonald là đài quan sát thiên văn nằm gần cộng đồng chưa hợp nhất của Fort Davis ở hạt Jeff Davis, Texas, Hoa Kỳ.  Cơ sở này nằm trên Núi Locke thuộc dãy núi Davis ở Tây Texas, với các cơ sở bổ sung trên Núi Fowlkes, khoảng 1,3 kilômét (0,81 mi)   về phía đông bắc.  Đài quan sát là một phần của Đại học Texas tại Austin.  Đây là một đơn vị nghiên cứu có tổ chức của Trường Đại học Khoa học Tự nhiên.
Đài quan sát sản xuất chương trình StarDate, một chương trình phát thanh được cung cấp hàng ngày bao gồm các phân đoạn ngắn liên quan đến thiên văn học được phát sóng trên cả Đài phát thanh công cộng quốc gia và đài phát thanh thương mại - tổng cộng khoảng 400 chi nhánh.

## Lịch sử

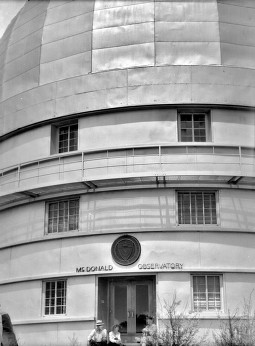
Đài thiên văn McDonald

Đài thiên văn McDonald ban đầu được tài trợ bởi chủ ngân hàng Texas William Johnson McDonald (1844 – 1926), người đã để lại khoảng 1.000.000 đô la - phần lớn tài sản của mình - cho Đại học Texas để xây dựng một đài thiên văn.  Việc thực hiện di chúc đã bị thách thức bởi những người thân của McDonald, nhưng sau một cuộc chiến pháp lý kéo dài, Trường đã nhận được khoảng 800.000 đô la từ bất động sản và việc xây dựng bắt đầu tại Mt. Locke.  Kính thiên văn Otto Struve lúc đó chưa được đặt tên được dành riêng vào ngày 5 tháng 5 năm 1939 và tại thời điểm đó là kính viễn vọng lớn thứ hai trên thế giới.  Đài thiên văn McDonald được Đại học Chicago vận hành theo hợp đồng cho đến những năm 1960, khi quyền kiểm soát được chuyển đến Đại học Texas tại Austin dưới sự chỉ đạo của Harlan J. Smith.
Nghiên cứu ngày hôm nay tại Đài thiên văn McDonald bao gồm rất nhiều chủ đề và dự án, bao gồm các hệ thống hành tinh, sao và quang phổ sao, môi trường liên sao, thiên văn học ngoài vũ trụ và thiên văn học lý thuyết.

## Đài thiên văn

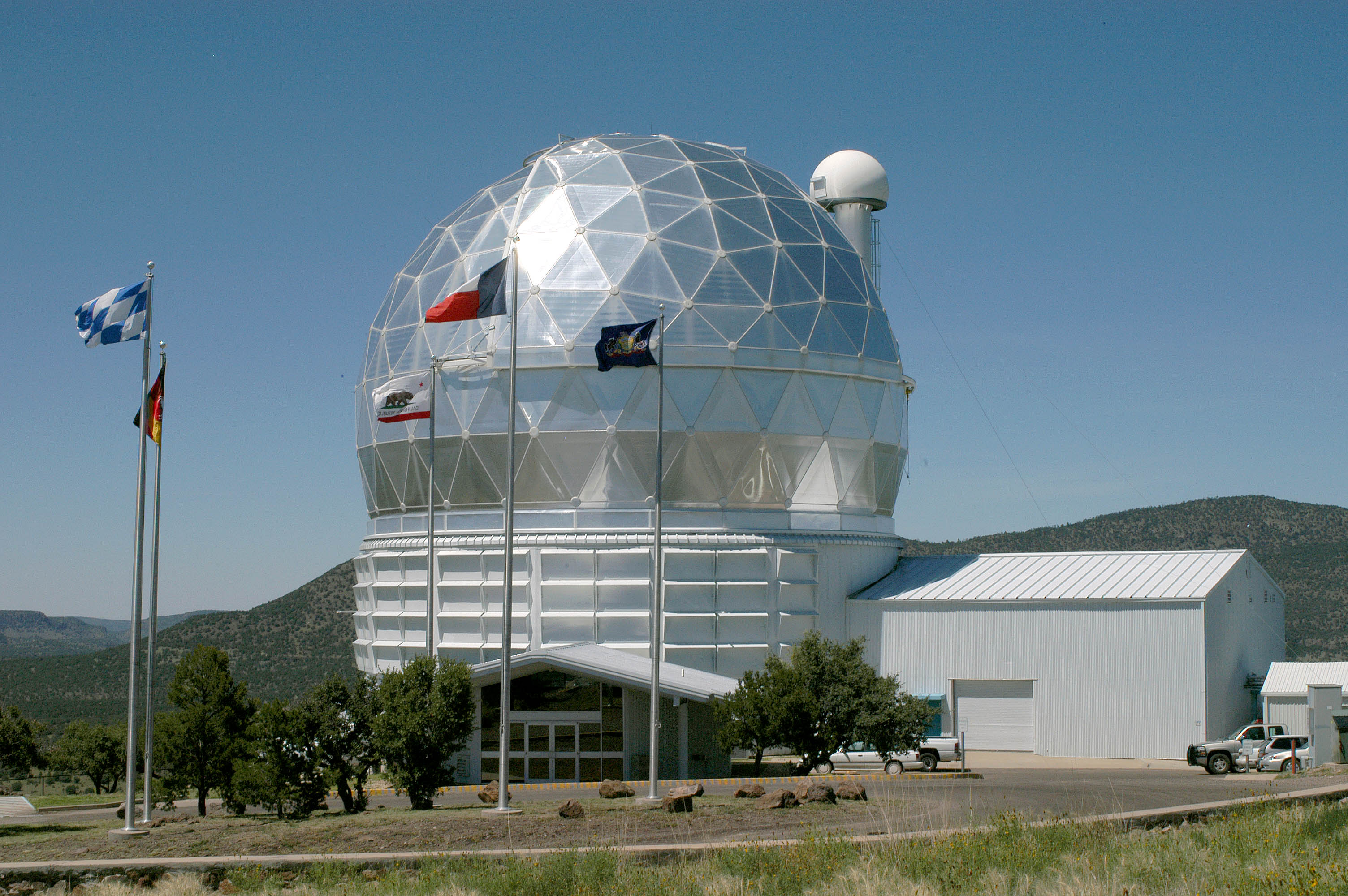
Mái vòm của Kính thiên văn Eberly 10 m. Nó chứa một trong những kính thiên văn quang học lớn nhất trên thế giới.

Đài quan sát McDonald được trang bị một loạt thiết bị đo hình ảnh và quang phổ trong quang phổ quang học và hồng ngoại, và vận hành trạm laser mặt trăng đầu tiên.  Nó hợp tác chặt chẽ với khoa thiên văn của Đại học Texas tại Austin trong khi vẫn duy trì quyền tự chủ hành chính. Các đỉnh núi cao và khô của dãy núi Davis tạo ra một số bầu trời đêm tối và rõ nhất trong khu vực và cung cấp các điều kiện tuyệt vời cho nghiên cứu thiên văn.

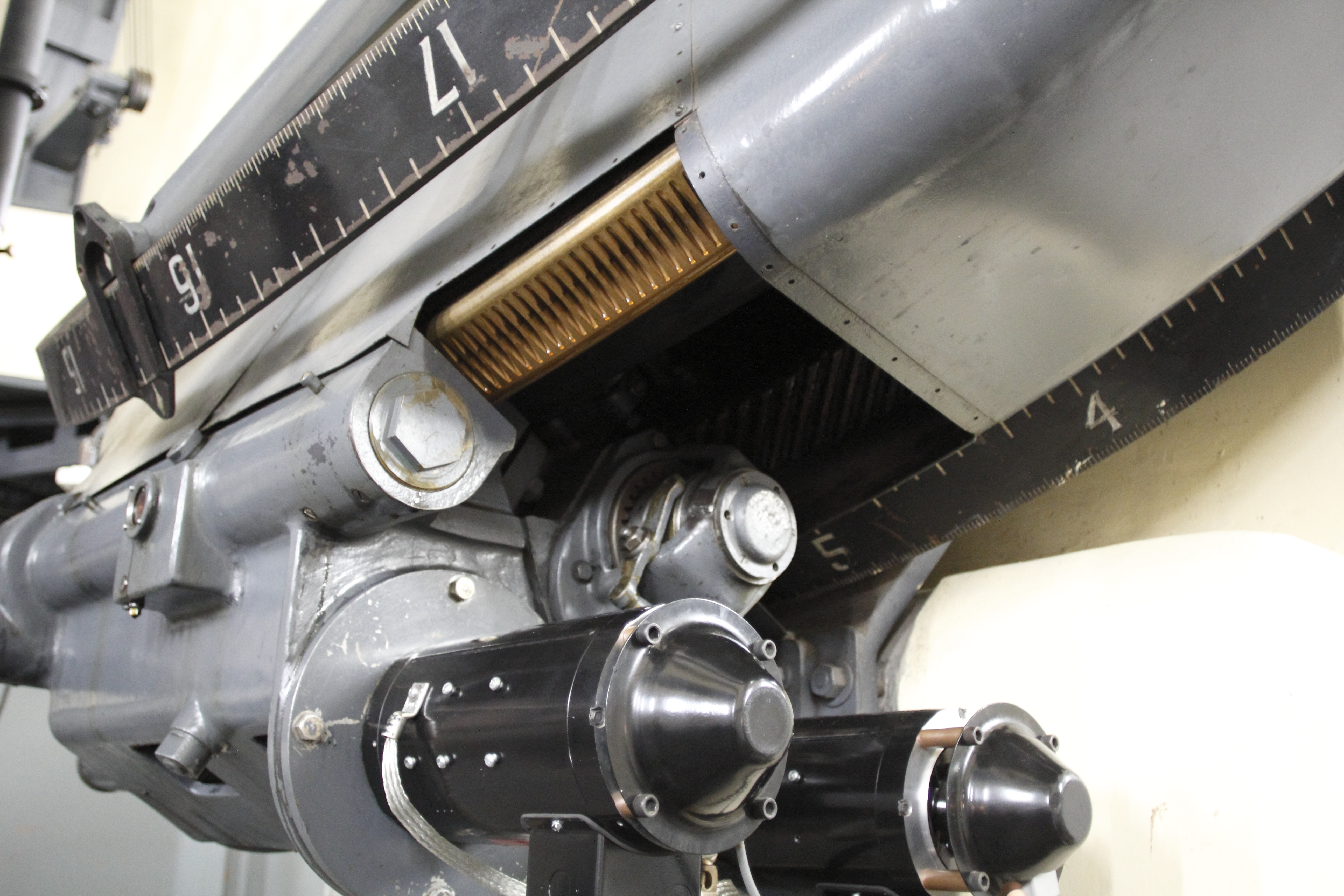
Động cơ điện và cảm biến vị trí tại Kính thiên văn Otto Struve tại Đài thiên văn McDonald, Texas.

Kính thiên văn Otto Struve, dành riêng vào năm 1939, là kính viễn vọng lớn đầu tiên được chế tạo tại đài thiên văn.  Nó nằm trên Mt. Locke ở độ cao 2.070 m (6.790 ft).  Đỉnh Mt. Locke, được liên kết với cao tốc Spur 78, là điểm cao nhất trên đường cao tốc Texas. Kính thiên văn Harlan J. Smith, cũng trên Mt. Locke, được hoàn thành vào năm 1968.
Kính thiên văn Eberly (HET), xây dựng vào cuối năm 1997, nằm trên đỉnh Mt. Fowlkes ở 2.030 m (6.660 ft)     trên mực nước biển.  Nó được điều hành bởi Đại học Texas tại Austin, Đại học Bang Pennsylvania, Đại học Ludwig Maximilians của Munich và Đại học Georg-August của Gottingen.  Kể từ năm 2012, HET được gắn với Kính thiên văn lớn Nam Phi tương tự (SALT) là kính viễn vọng lớn thứ năm trên thế giới.  Tuy nhiên, chi phí của nó là khoảng 20% so với các kính thiên văn có kích thước tương tự khác được sử dụng ngày nay do tối ưu hóa của nó dành cho quang phổ học.